# Jardín Botánico de Västerås
El Colegio de Enseñanza Secundaria Rudbeckianska ( en sueco: Rudbeckianska gymnasiet), es un colegio que se encuentra en Västerås, situado junto a la biblioteca de la ciudad y la catedral, que posee un jardín botánico. 
La escuela consta del edificio principal (o como se le conoce coloquialmente, Salón de la Luz), Antiguo Edificio Principal, edificio anexo antiguo, nuevo anexo, el liceo viejo y nuevo liceo. 
El número de alumnos que tuvo en el 2008 fueron unos 1.360, por lo que es la escuela secundaria en Västerås más grande después de la escuela Wenströmska alta. 

## Localización
Rudbeckianska gymnasiet, Skolgatan 5, Västerås, Västmanland län S-721 87 Sverige-Suecia
Planos y vistas satelitales.59°36′48″N 16°32′28″E / 59.61333, 16.54111

## Historia
La parte de la escuela de enseñanza secundaria fue fundada en 1623 por el obispo John Rudbeckius y fue el primer centro de enseñanza secundaria en Suecia. Con los años, esta escuela se transforma, a través de la escuela primaria pública de Västerås, que hoy en día es la escuela secundaria. 
La escuela de la catedral de Lund se remonta al año 1085 y la Escuela de Latín de Malmö desde 1406, pero la enseñanza en nivel de secundaria se llevó a cabo en la medida de sus limitaciones desde antes de 1623. Estas escuelas se crearon también después fuera de Suecia. 
En Dinamarca, la introducción del tipo de escuela secundaria con la enseñanza de Malmö se hizo en 1529 (cerrada en 1537) y en Lund en 1620 (cerrada 1668). En Odense se estableció un liceo en el año 1621, que se fusionó con la Escuela de la catedral de Odense en 1802. 
La escuela secundaria se utiliza como término de preuniversitario en los estudios del año 1500. Como institución, comenzó la escuela secundaria a ser introducida en Alemania en relación con el movimiento de la Reforma, con el apoyo de Martín Lutero y Philipp Melanchthon. 

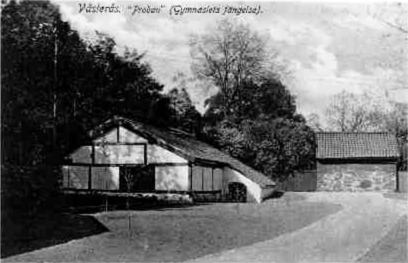
Proban, la cárcel para estudiantes y profesores de la escuela de enseñanzas medias Rudbeckianska. De una postal con fecha 1910.

En el sitio de la escuela, en la catedral de Västerås, se ha estado enseñando desde el año 1200. Ya en 1311 se menciona una escuela en el área de la escritura y, junto con las escuelas en Uppsala y Linköping, de las primeras en lo que entonces era Suecia. La escuela fue parte de la iglesia en ese momento y la formación de los sacerdotes fue la misión principal de la escuela. 
Los estudios universitarios que comenzó Rudbeckius a partir de 1591 se inspiraron en el sistema escolar de Alemania y Bremen para llevar a cabo la educación superior. Los estudiantes, que fueron llamados diáconos, aprendían teología, física, matemáticas, griego, latín, lógica, política y hebreo. En Suecia, que había estado de alta y fue solo un paso en la Universidad de Uppsala. La enseñanza que se llevó a cabo en la escuela era para la formación de los sacerdotes. 
De los tres edificios originales en los que se impartía la enseñanza permanece aún hoy uno de ellos. En 1855 se construyó un nuevo edificio principal que hoy es el edificio más antiguo en funcionamiento de escuela secundaria en Suecia. 
En la escuela también se incluye una cárcel, Proban o prubban. En Proban no solo los alumnos cumplen sus condenas, sino también los profesores y los sacerdotes podían estar en Proban si no han seguido las reglas. Fue cerrada en 1801. Proban, es la única cárcel en la escuela que se conserva en Suecia. 
En la escuela media también se ha mantenido un escudo de la Virgen María, una imagen de la Virgen de la década de 1600. El sistema escolar es el principal de los campanarios en conserva, y dos globos de edad, un globo celeste y el mundo.

## Jardín de la Escuela Secundaria

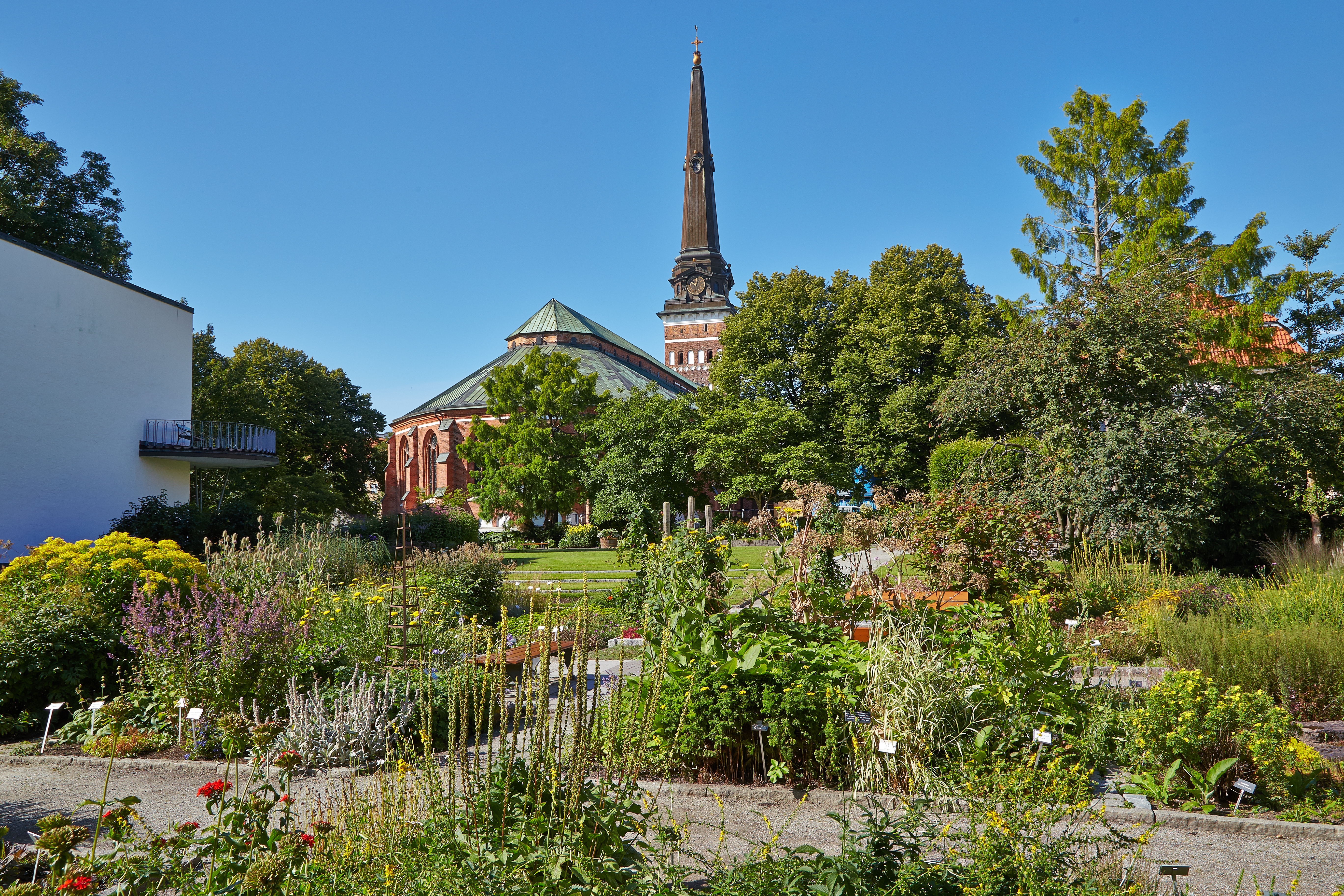
El jardín botánico "Västerås botaniska trädgård" al fondo la iglesia "domkyrkan".

Es el jardín botánico de escuela de enseñanzas medias más antiguo de Suecia que se encuentra en el centro de Vasteras, Rudbeckianska entre la escuela secundaria y la Biblioteca Pública de Västerås. 
El jardín fue presentado como un campo de coles, pero fue destruido por el fuego en 1714. El diseño definitivo no fue sino hasta mediados de la década de 1700 gracias al profesor Carlbaum que construyó un jardín botánico (en latín Hortus Botanicus).
A principios de la década de 1900 se desarrolló el jardín, gracias al patrocinio entre otros del profesor Rutger Sernander. Adquirió su aspecto actual con el edificio de la Biblioteca y la construcción de la escuela secundaria Rudbeckianska. 